# Ludià
El període Ludià és un estatge faunístic europeu de l'Eocè que coincideix aproximadament amb el Priabonià. Comprèn el període entre fa 37,2 ± 0,1 milions d'anys i fa 33,9 ± 0,1 milions d'anys.

## Animals del Ludià
- Leptictidium